# Platja de Taurán
La Platja de Taurán està situada en el concejo asturià de Valdés i està situada en els voltants del poble de San Martín. Forma part de la Costa Occidental d'Astúries i està emmarcada en el Paisatge Protegit de la Costa Occidental d'Astúries, presentant catalogació com a Paisatge protegit, ZEPA, LIC.

## Descripció
La platja té una longitud de vuitanta m amb sorra gruixudes i de color fosc i zones de roques i una amplària mitjana de 50 m. El seu entorn és rural, amb un grau d'urbanització mitjà i una perillositat baixa. L'accés per als vianants és d'uns tres km i el seu grau d'ocupació és baix.
Els pobles més propers són Albarne i San Martín i per accedir a la platja el més segur és agafar la indicació que està en San Martín, molt prop del càmping del mateix nom. El millor és deixar el vehicle en una esplanada que hi ha davant de l'última casa del poble. Hi ha dues formes d'arribar a la platja: Un és agafant un camí a tres-cents m abans càmping que gira cap a l'esquerra; l'altra forma és arribar fins al càmping i envoltar-ho per l'oest. En tots dos casos la baixada és llarga però còmoda; potser a la pujada sigui necessari fer una parada de descans.
La platja, a més del càmping citat té la desembocadura d'un petit riu. És un dels pocs llocs on les seves aigües estan en tranquil·litat i tenen, a més, una gran neteja. Té servei de neteja de la platja i les activitats recomanades són el busseig, la pesca submarina i la recreativa.